# Online Mendelovo nasljeđivanje kod čovjeka
Online Mendelovo nasljeđivanje kod čovjeka  (engleski: Online Mendelian Inheritance in Man) je projekt u vidu baze podataka ljudskih gena i svih poznatih nasljednih bolesti. Baza sadrži i informacije o simptomima konkretnih bolesti, nasljeđivanju, molekularnoj genetici i stručnim publikacijama koje su povezane s konkretnom temom.
Internet prezentacija ove baze nosi naziv Online Mendelian Inheritance in Man (skr. OMIM) i omogućava jednostavnu pretragu traženih pojmova, kao i naprednu pretragu.

## Vanjske poveznice
- Internet stranica
- Informacije o bazi podataka